# Profilaktyka przedekspozycyjna HIV
Profilaktyka przedekspozycyjna HIV (ang. pre-exposure prophylaxis, PrEP) – metoda zapobiegania rozprzestrzeniania się czynnika chorobotwórczego wśród ludzi nienarażonych jeszcze na kontakt z patogenem. Najczęściej używa się tego określenia w profilaktyce wirusa HIV.

## Historia
W 2012 Światowa Organizacja Zdrowia (WHO) zarekomendowała stosowanie PrEP u par, w których jeden partner jest seropozytywny, u MSM oraz u osób transpłciowych. W lipcu tego samego roku amerykańska Agencja Żywności i Leków (FDA) po analizie przeprowadzonych wcześniej badań dopuściła do użytku lek Truvada jako element profilaktyki HIV/AIDS. Zalecono, by lekarze dokonywali oceny pacjentów, biorąc pod uwagę czynniki takie jak: aktywne życie seksualne, ryzykowne zachowania seksualnie, przyjmowanie narkotyków, związki i kontakty seksualne z osobami seropozytywnymi.
Kolejne badania i metaanalizy przeprowadzone w kolejnych latach potwierdziły spadek ryzyka zakażenia HIV o 51%, przy czym wartość ta znacząco wzrastała w grupie ściśle przestrzegającej przyjmowania leku (high adherence). Raporty z lat 2016-2019 mówią o skuteczności w granicach 99%.
W październiku 2019 FDA zatwierdziła preparat Descovy do stosowania jako PrEP, a w grudniu 2021 Apretude w formie zawiesiny do zastrzyków domięśniowych.

## Schemat postępowania
Wdrożenie i stosowanie profilaktyki przedekspozycyjnej muszą być poddane ścisłej i regularnej kontroli lekarskiej. Poszczególne kroki można ująć w poniższy schemat
Etap 0 – przed rozpoczęciem

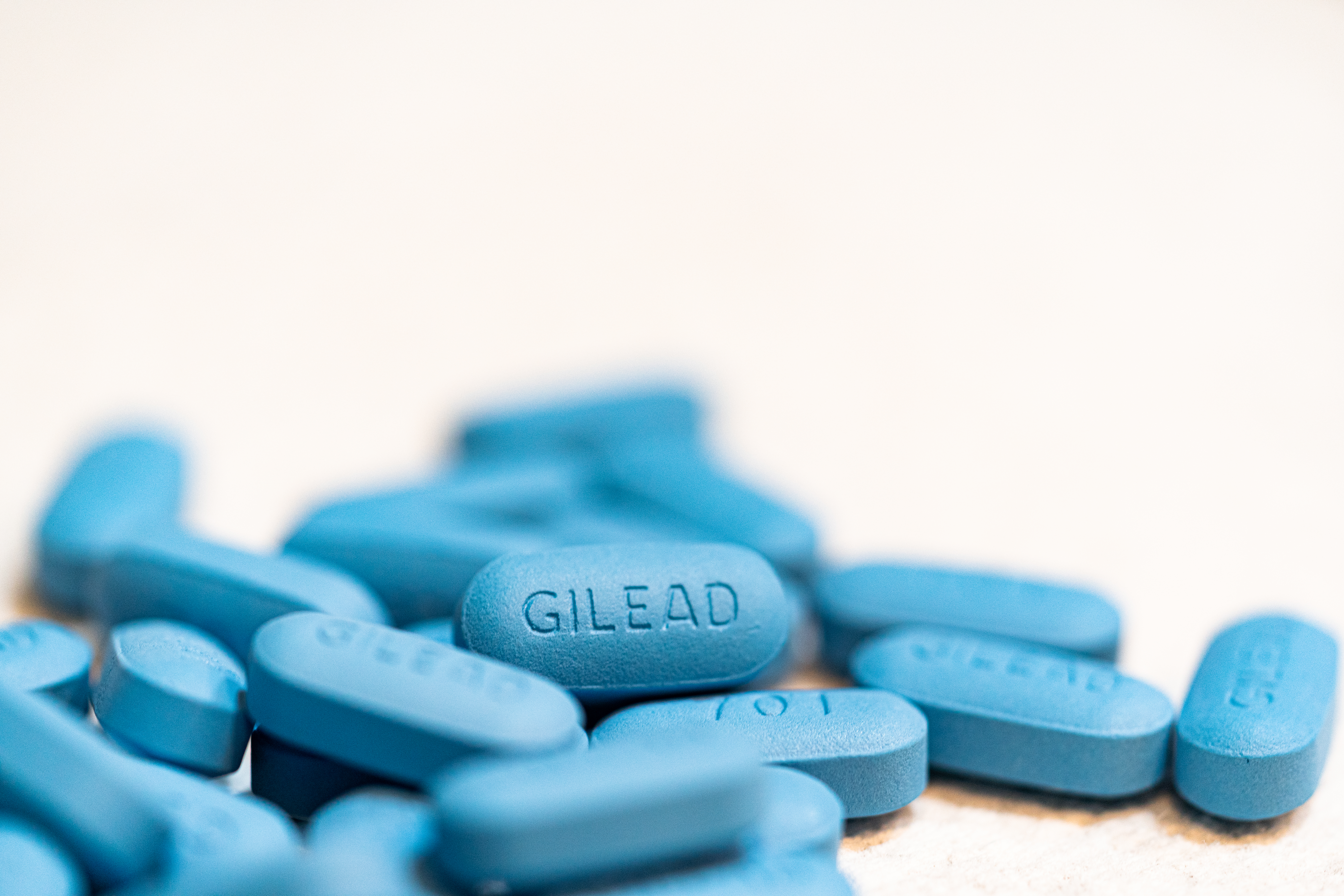
Truvada

- Wywiad z pacjentem i ustalenie wskazań do stosowania PrEP (wysokie ryzyko zakażenia)

Etap 1 – rozpoczęcie
- Wykluczenie zakażenia HIV, HBV, STD
- Morfologia krwi, kontrola stanu nerek

Etap 2 – stosowanie
- Pierwsza wizyta lekarska po miesiącu, badania w kierunku HIV, HBV, STD, kontrola stanu zdrowia
- Kolejne wizyty co trzy miesiące, badania jw.

Etap 3 – zakończenie
- Wykluczenie zakażenia HIV (badanie po 12 tygodniach od zakończenia)
- Kontrola stanu zdrowia
- Ocena ryzyka zakażenia

Ważnym zadaniem lekarza prowadzącego jest ocena, na ile pacjent przestrzega regularnego przyjmowania leku oraz ewentualne skierowanie na konsultację psychologiczną.

## Leki i dawkowanie
Podstawowym lekiem stosowanym w PrEP jest Truvada, antyretrowirusowy lek złożony w postaci tabletki powlekanej, w skład którego wchodzi emtrycytabina 200 mg i tenofowir (dizoproksyl tenofowiru) 245 mg. Lek ten można przyjmować na dwa sposoby:
- codziennie – jedna tabletka każdego dnia o tej samej godzinie
- doraźnie – 2 tabletki od 24 do 2 godzin przed stosunkiem, po jednej tabletce przez 2 kolejne dni po stosunku.

Drugim lekiem dopuszczonym do obrotu jest Descovy, tabletki powlekane. W skład tego leku wchodzą emtrycytabina 200 mg i tenofowir (alafenamid tenofowiru) (10 mg lub 25 mg). Ten środek może być stosowany tylko codziennie i nie jest zatwierdzony do użytku dla cis-kobiet.
Trzecim lekiem, jedynym do tej pory (2022) w formie zastrzyku domięśniowego, jest Apretude zawierający 600 mg kabotegrawiru w 3 ml zawiesiny. Po pierwszych dwóch dawkach podanych w odstępie miesiąca, kolejne podaje się co 2 miesiące. Zaletą tego rozwiązania jest brak konieczności codziennego przyjmowania, co gwarantuje większą dyskrecję. Może to być ważne szczególnie dla osób żyjących w środowisku skłonnym do ostracyzmu.

## Przeciwwskazania i efekty uboczne
Pierwszym przeciwwskazaniem do stosowania preparatów Truvada i Descovy jest seropozytywność. Należy również wykluczyć nadwrażliwość na substancję czynną i/lub substancje pomocnicze.
Wśród efektów ubocznych mogą wystąpić:
- Bardzo często – ból i zawroty głowy, biegunka, nudności, wymioty, zwiększona aktywność kinazy kreatynowej, hipofosfatemia, astenia;
- Często – neutropenia, reakcje uczuleniowe, hiperglikemia, hipertrójglicerydemia, bezsenność, niezwykłe sny, zawroty i ból głowy, zwiększona aktywność amylazy, zwiększona aktywność lipazy w surowicy, wymioty, bóle brzucha, dyspepsja, zwiększona aktywność aminotransferazy asparaginianowej (AspAT) i (lub) aminotransferazy alaninowej (AlAT) w surowicy, hiperbilirubinemia, wysypka, świąd, pokrzywka, przebarwienie skóry (nadmierna pigmentacja), ból, astenia, wzdęcia;
- Niezbyt często – niedokrwistość, obrzęk naczynioruchowy, hipokaliemia, zapalenie trzustki, rabdomioliza, osłabienie mięśni, zwiększenie stężenia kreatyniny, białkomocz, zaburzenia czynności kanalika bliższego nerki w tym zespół Fanconiego;
- Rzadko – kwasica mleczanowa, stłuszczenie wątroby, zapalenie wątroby, obrzęk naczynioruchowy, osteomalacja (objawiająca się bólem kości i rzadko przyczyniające się do złamań), miopatia, niewydolność nerek (ostra i przewlekła), ostra martwica kanalików nerkowych, zapalenie nerek (w tym ostre śródmiąższowe zapalenie nerek), moczówka prosta pochodzenia nerkowego

## Dostępność preparatów i refundacja

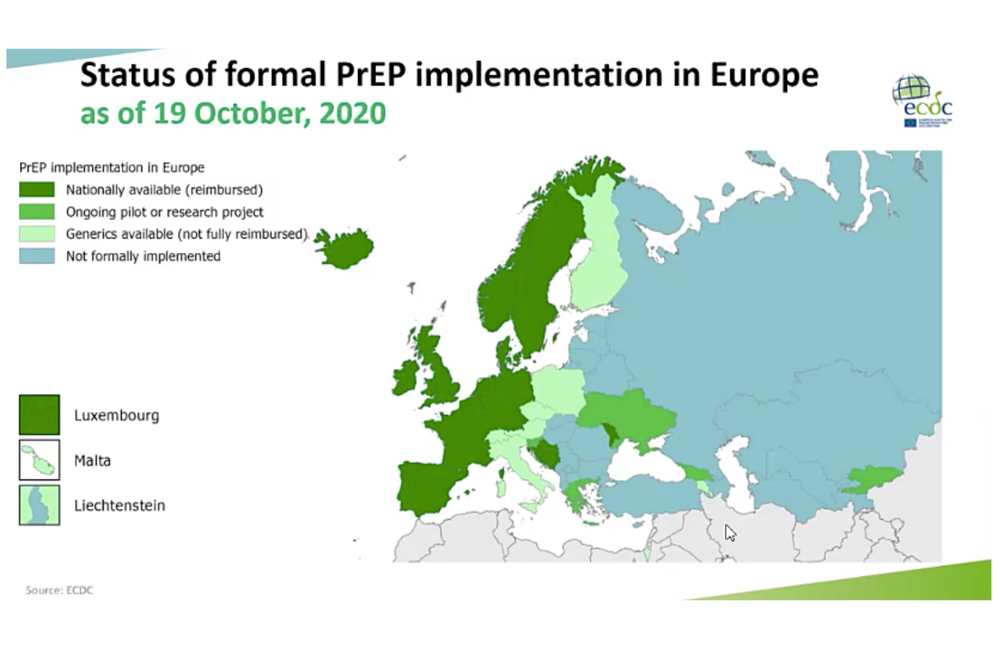
Dostępność PrEP w Europie

Od 2012 do 2022 wiele krajów na całym świecie dopuściło stosowanie PrEP jako jeden z elementów zapobiegania rozprzestrzeniania się HIV/AIDS. USA zaaprobowały lek już w 2012. W 2018 dołączyły do Stanów kolejne kraje: Korea Południowa (płatny), Kanada, Izrael, Kenia, RPA, Australia (subsydiowany), Nowa Zelandia (subsydiowany).
W Europie pierwszym krajem, który dopuścił PrEP była Francja w 2015. Rok później Norwegia ogłosiła, że Truvada będzie całkowicie subsydiowana przez państwo, stając się tym samym pierwszym krajem, który oferuje PrEP gratis.
W 2019 PrEP refundowało 14 krajów Europy: Belgia, Bośnia i Hercegowina, Chorwacja, Dania, Francja, Niemcy, Islandia, Luksemburg, Mołdawia, Holandia, Norwegia, Portugalia, Szwecja oraz Irlandia Północna i Szkocja w ramach Zjednoczonego Królestwa. W 10 krajach dostępne były zamienniki nie w pełni refundowane: Armenia, Austria, Czechy, Finlandia, Irlandia, Izrael, Włochy, Malta, Polska i Szwajcaria. Kolejne 4 państwa – Gruzja, Grecja, Słowenia, Hiszpania, Ukraina oraz Anglia i Walia w Wielkiej Brytanii – zgłosiło dostępność PrEP tylko w ramach projektów pilotażowych, badawczych lub demonstracyjnych.
Jedną z najpoważniejszych przeszkód w upowszechnianiu się profilaktyki przedekspozycyjnej jest cena lekarstw. Przykładowo w Polsce (dane na 15 marca 2022) Truvada kosztuje 4618 PLN/30 tabletek (zamiennik 880 PLN), a Descovy 565 PLN/30 tabletek.